# Ervatão

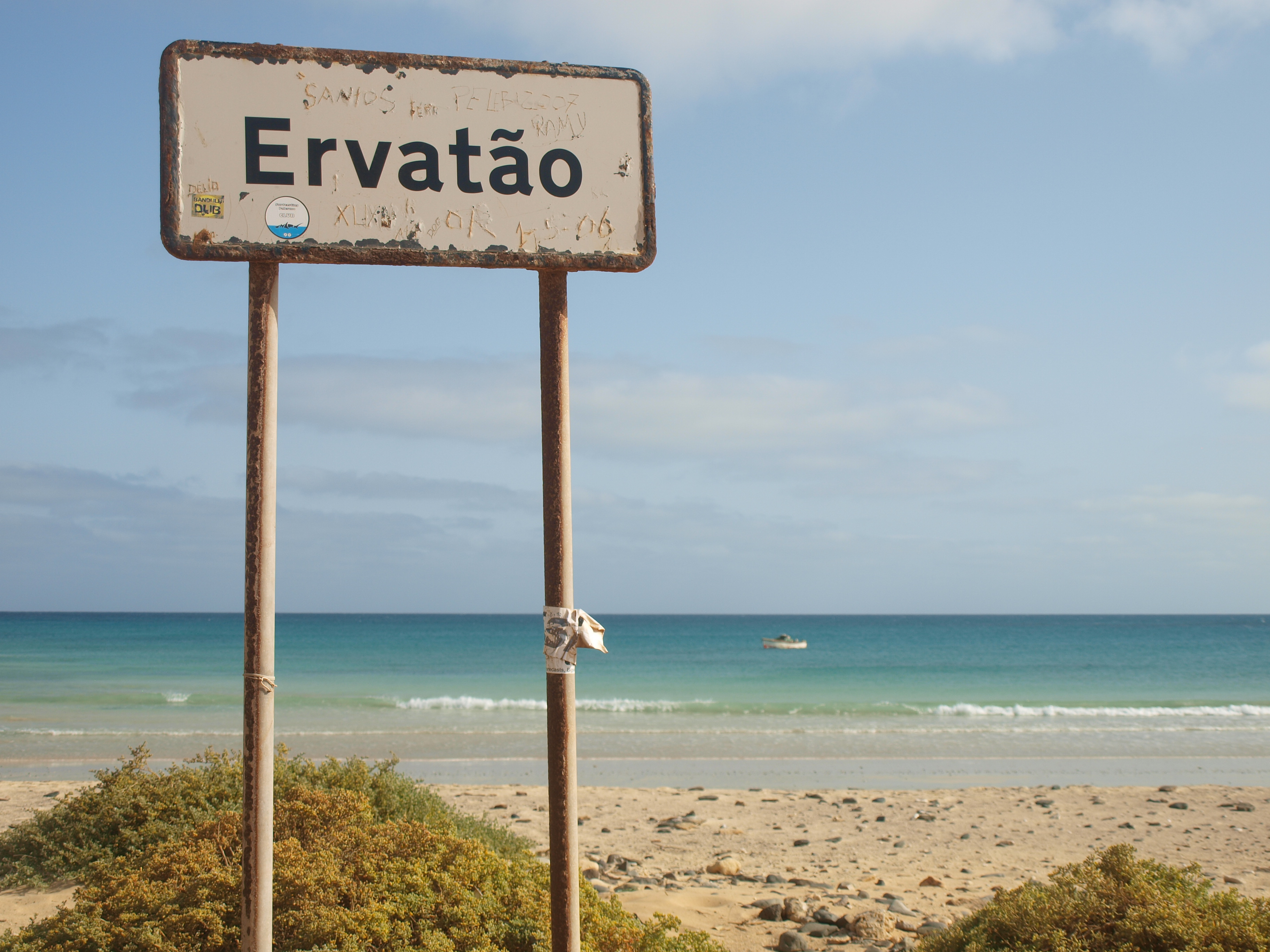
Ervatão

Ervatão, Ponta de Ervatão ou Praia de Ervatão é uma zona costeira da Ilha da Boa Vista, em Cabo Verde, situada no sudeste da ilha.
Tal como acontece noutras praias da ilha, a praia de Ervatão é um local ameaçado de desova de tartarugas. Existem, no entanto, movimentos para a sua preservação, sendo realizados no próprio local, desde 1998, acampamentos de sensibilização e formação para a defesa das tartarugas, de âmbito nacional e internacional, envolvendo também ações de vigilância. Em 2009, foram identificados 8 mil ninhos de tartaruga em Ervatão.